# Omar Doom
Omar Doom (ur. 29 czerwca 1976 r. w Easton w stanie Pensylwania) – amerykański aktor i muzyk.

## Biogram
Urodził się pod nazwiskiem Omar Makhdomi (wym. Makh-dumi), jest synem doktora Rashida i Jawahiry Makhdomich. Studiował malarstwo w Parsons The New School for Design.
Wspólnie ze Stretchem Armstrongiem, didżejem i producentem muzycznym, założył electro-rockowy zespół Doomington, duet zawiesił jednak działalność.
W 1998 roku w Los Angeles Omar poznał reżysera Quentina Tarantino, z którym się zaprzyjaźnił. Wystąpił w dwóch jego filmach: thrillerze Grindhouse Vol. 1: Death Proof (2007; jako Nate) oraz nominowanym do Oscara dramacie wojennym Bękarty wojny (Inglourious Basterds, 2009; jako szeregowy Omar Ulmer).